# Orden de los Nueve Ángulos
La Orden de los Nueve Ángulos (abreviado ONA u O9A) es un culto satánico fundado en Reino Unido, junto con varios grupos afiliados de otras partes del mundo en la década de 1960, pero mejor conocido hasta la década de 1980. Atrajo la atención de muchos por sus ideologías neonazis y su activismo. Al tener un enfoque "satanista tradicional", se ha identificado que también incluye creencias herméticas y neopaganas.
De acuerdo a la propia Orden, ésta fue establecida en las Marcas Galesas del oeste de Inglaterra a finales de la década de 1960 por una mujer que anteriormente había estado involucrada en una organización secreta precristiana. La Orden también menciona que en 1973, un hombre llamado "Anton Long" entró al grupo convirtiéndose en su Gran Maestro. Varios comentaristas académicos que han estudiado esta orden, mencionan que el nombre "Anton Long" probablemente es un pseudónimo del activista británico neonazi David Myatt, aunque Myatt lo ha negado. Desde finales de la década de 1970, Long escribió varios libros y artículos para propagar ideas de la Orden y en 1988 comenzó a producir su propio diario, Fenrir. A través de estos eventos, estableció relaciones con otras organizaciones neonazis alrededor del mundo que se hicieron más fuertes gracias al internet de la década del 2000. 
La ONA promueve la idea de que la historia humana pueda estar dividida en una serie de eones, de los cuales cada uno contiene una civilización humana. Menciona que el eon actual representa a la civilización occidental, pero que su evolución se ve amenazada por la influencia de los "magos nazarenos" de la religión judeocristiana, que la Orden tiene intención de combatirla para establecer un nuevo orden social y militarista, denominado "el imperio". Según algunas órdenes religiosas, esto es necesario para que se forme la civilización galáctica para poder formar la sociedad "aria" que colonizará a la Vía Láctea. Se busca crear un camino espiritual en el que se necesita de un practicante que rompa con los tabúes actuales al aislarse de la sociedad, cometer crímenes y acercarse a la violencia, junto con un sacrificio humano. Los miembros de la ONA practican la magia y creen que son capaces de canalizar la energía y romper con las leyes de la física con tal de ayudar a establecer el Imperio. 
La ONA carece de una autoridad central o una estructura, en vez de eso, contiene una amplia red de asociaciones, llamadas "kolectivas", inspiradas en textos originalmente escritos por Long y otros miembros de la ONA. El grupo consta de entes clandestinos denominados "nexones", así como bandas conocidas como Dreccs, artistas conocidos como Balobianos y místicos conocidos como Rounwytha. El primer nexón estuvo basado en Shropshire, Inglaterra occidental, así como la mayoría de los grupos se han establecido en las islas británica y germánicas, aunque también , ha habido establecimientos en Europa, Rusia, el sur de África, Australia y el norte de América.  La ONA evita cualquier autoridad o estructura central; en cambio, opera como una amplia red de asociados, denominados "kollective", que se inspiran en los textos que fueron escritos originalmente por Long y otros miembros de "Inner ONA". El grupo está compuesto en gran parte por células clandestinas, que se denominan "nexiones". Algunas estimaciones académicas sugieren que la cantidad de personas que están ampliamente asociadas con la Orden se reduce a miles. Individuos de extrema derecha influenciados por la ONA han perpetrado varios, asesinatos, ataques sexuales y actos de terrorismo, y varios políticos y activistas británicos han pedido que la ONA sea proscrita como grupo terrorista.

## Historia

### Orígenes

La primera célula del ONA, "Nexion Zero", fue fundada en Shropshire (enc color rojo).

Para algunos académicos ha sido difícil encontrar la información exacta y verificable acerca de los orígenes de la ONA, dado a la privacidad que ha guardado el grupo para protegerse. Al igual que otras organizaciones ocultas, la Orden mantiene su historia en "misterio y leyenda", creando una "narrativa mística" de sus orígenes y desarrollo. La ONA dice ser parte de los descendientes de las tradiciones paganas y precristianas que sobrevivieron la cristianización de Bretaña y fueron transmitidas desde la Edad Media mediante grupos pequeños o "templos" basados en las marchas de gálicas, ejecutadas en una zona fronteriza entre Inglaterra y Gales y lideradas por un Gran Maestro o Maestra. De acuerdo a la Orden, a finales de la década de 1960, una gran Maestra de uno de los grupos, se unió al templo del Sol y al Nocturno para poder formar la ONA, antes de invitar a personas externas.
Según el relato de la Orden, uno de los que la Gran Maestra inició en el grupo fue "Anton Long", una persona que se describía a sí mismo como un ciudadano británico que pasó su juventud visitando África, Asia y el Medio Oriente. Long afirmó que antes de entrar a la ONA, se interesó en el ocultismo por varios años al hacer contacto con grupos de sedes en Fenland en 1968, antes de que se mudara a Londres y se uniera a grupos que practicaban magia ceremonial con un estilo de la Orden Hermética de las Golden Dawn, así como la de Aleister Crowley. También mencionó un ligero acercamiento a un grupo satánico de sede en Mánchester, El Templo Ortodoxo del Príncipe, dirigido por Ray Bogart, en el cual conoció a la Gran Maestra de la ONA. Según la Orden, Long se unió a la ONA en 1973, el primero en cinco años, por lo que se convirtió en el heredero de la Gran Maestra.
La Orden también cuenta que cuando la Gran Maestra viajó a Australia, Long asumió el puesto de Gran Maestro. El grupo afirmó que Long implementó la siguiente estaba de la estrategia siniestra para lograr que las enseñanzas fueran aprendidas a larga escala. hacer conocidas las enseñanzas a larga escala. Desde finales de la década de 1970, Long promovió el establecimiento de nuevos grupos de la ONA, que fueron conocidos como los "templos" y a partir de 1976 autorizó la edición de textos de las tradiciones y mitos para así extender sus enseñanzas. Estos textos por lo general estaban escritos en inglés, aunque incluían pasajes del clásico griego, así como términos en sánscrito y árabe, reflejando la fluidez que tenía Long para esos idiomas. Después de examinar estos textos, el historiado Nicholas Goodrick-Clarke dijo que en ellos, Long "evoca a un mundo de brujas, hechiceros, orgías, sacrificios de sangre, cabañas solitarias y bosques".

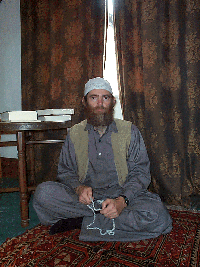
David Myatt (2007) involucrado en la ideología central de la ONA.

La verdadera identidad de "Anton Long" sigue siendo un misterio para los miembros de Orden y los académicos que la han estudiado. Sin embargo, en un percance en 1988 de la revista antifascista Searchlight, se afirmó que "Anton Long" era un pseudónimo de David Myatt, una figura prominente del movimiento británico neonazi. Nacido a principios de la década de 1950, Myatt se había involucrado en varios grupos neonazis, sirviendo, en un principio, como el guardaespaldas de Colin Jordan del movimiento británico, antes de unirse a la milicia del Combate 18 y convertirse en el fundador y líder del Movimiento Nacional Socialista. Su texto de Una Guía Práctica para la Revolución Aria, en el que abogó por la militancia violenta lista para ayudar a las causas neonazis, fue citado como una influencia en el bombardero de los clavos de Londres David Copeland. En 1988, Myatt se convirtió al islam y se mantuvo como un practicante Musulmán por ocho años, tiempo en el que impulsó una yihad violenta contra los aliados occidentales de Israel.
Goodrick Clarke apoya la idea de que Myatt era Long, con sus estudios religiosos, el erudito Jacob C. Senholt también confirma la que Myatt es Long; escribió que su acercamiento al movimiento neonazi, así como la islamismo radical, representó roles perspicaces que Myatt había adoptado de las estrategias siniestras de la ONA para debilitar a la sociedad occidental, una opinión apoyada por el académico del satanismo, Per Faxneld.
Sin embargo, Myatt ha negado, ya varias veces, el haber tenido alguna participación en la ONA, o de que haya utilizado el pseudónimos de "Anton Long", Además, estudios religiosos realizados por George Sieg, expresan consternación con esta asociación, ya que él afirma que no existe relación alguna entre el estilo de escritura, personalidad y tono entre Myatt y Long Jeffrey Kaplan, un académico especialista en el extremo derecho, también sugirió que Myatt y Long eran personas distintas, utilizando los estudios religiosos del académico Connell R. Monette que decía que el pseudónimo de "Anton Long" pudo haber sido utilizado por muchas personas.

### Aparición pública
La ONA llamó la atención a principios de la década de 1980. Durante las décadas de 1980 y 1990, extendió su mensaje a través de varios artículos y revistas, como la de Nox de Stephen Sennitt, así como la publicación de volúmenes como The Black Book of Satan, y Naos. En 1988, empezó con la publicación de su propio diario, titulado Fenrir. Entre otros materiales que ha escrito y han ayudado a la publicidad, están los tratados filosóficos, instrucciones de rituales, cartas, poesías y la literatura gótica. Uno de sus principales textos se titula como The Black Book of Satan. También ha producido su propia música, un juego de tarot, conocido como el Tarot Siniestro, un juego de mesa, conocido como el Juego de la Estrella. Además, la ONA estableció enlacies con otros grupos satánicos neonazis; su distribuidor internacional fue el neozelandés Kerry Bolton, el fundador de la Orden Negra, que es descrita como un adepto de la ONA y tiene acceso a una biblioteca privada con material de ocultismo y de propiedad de la Orden the Jarls de Baelder. De acuerdo a Monette, actualmente el grupo mantienes asociados y más grupos en los Estados Unidos, Europa, Brasil, Egipto, Australia y Rusia. Unos de estos grupos asociados es el Templo de Sangre en E.U., el cual ha publicado varios textos a través de Ixaxaar Press, mientras que otro grupo, también de E.U., La Aceptación de la Estrella Blanca, que ha sido designado como el "Flagship Nexion" de la ONA.
Al empezar la década de 1990, La Orden declaró que estaba entrando a la segunda etapa de desarrollo, en la que dejaría atrás su enfoque anterior de reclutamiento y divulgación pública ante la comunidad de ocultismo y que mejor se centraría en perfeccionar sus enseñanzas; la tranquilidad de sus resultados hizo que algunos ocultistas pensaran que la ONA había desaparecido.
En el 2000, la ONA estableció presencias en el internet, usándolo como un medio para comunicarse con otros y distribuir sus escritos. En el 2008, la ONA anunció que estaba entrando a la tercera etapa de desarrollo, en la que de nuevo se centraría en su promoción, utilizando redes sociales, blogs en línea, foros, Facebook y Youtube para difundir su mensaje. En el 2011, la "Vieja Guardia", un grupo relacionado con la Orden, declaró que se retirarían de la actividad pública junto con el grupo. En marzo de 2012, Long anunció que él también se retiraría de la actividad pública, aunque al parecer si permaneció de manera activa en la Orden.

## Creencias y estructura

Símbolo tradicional por la Orden de los Nueve Ángulos

La ONA describe a sus creencias como pertenecientes a una "tradición mística y siniestra", añadiendo que "ni es, ni nunca será satanista o estrictamente de la trayectoria de la mano izquierda, pero usa el "satanismo" y el LHP como "formas causales"; esto es, como técnicas, experiencias, pruebas y retos" para facilitar el avance del practicante espiritual.
Monette describe a la ONA como una fascinante mezcla de hermetismo tradicional y el satanismo, junto con algunos elementos paganos. Faxneld describe a la ONA como "una forma peligrosa y extrema del Satanismo". Jeffrey Kaplan y Leonard Weinberg lo describen como "Un grupo Nacional, Socialista, orientados al Satanismo", mientras que Nicholas Goodrick Clarke también considera que se trata de "un culto Nazi Satánico", el cual "combina al paganismo con elogios a Hitler". Añadió que la ONA "celebra el oscurantismo y la parte destructiva de la vida mediante el anticristianismo, elitismo y las doctrinas sociales Darwinistas." Considerando la manera en que la ONA ha sincretizado tanto al Satanismo como al Heathenry, el historiador de religión, Mattias Gardell, describió sus perspectiva espiritual como "un camino satánico de naciones". Por otro lado, el académico George Sieg, sugirió que la ONA debía ser categorizada como "post-Satánica", ya que ha "superado (sin abandonarlo por completo) su identificación con el paradigma original satánico".

### Paganismo y Satanismo Tradicional
La ONA describe a su ocultismo como un "Satanismo Tradicional"; y como una "mística y siniestra tradición".
Según Jesper Aagaard Petersen, un académico especialista en Satanismo, la Orden presenta "una nueva y reconocible interpretación del Satanismo y la trayectoria de la mano izquierda" y para aquellos involucrados en el grupo, el Satanismo no es una simple religión, sino un estilo de vida.
La Orden postula al Satanismo como un logro difícil e individual de autodominio y superación de Nietzchean, con un énfasis en el crecimiento individual a través de actos prácticos de riesgo, destreza y resistencias. Por lo tanto, "el objetivo del Satanismo de la ONA es crear a un nuevo individuo a través de la experiencia, la práctica y el desarrollo personal con grados altamente individuales y basados en la actos propios de los iniciados, en vez de realizar rituales ceremoniales". Entonces el Satanismo, según la ONA, requiere aventurarse en el reino de lo prohibido e ilegal para que el practicante deje ir todo su condicionamiento cultural y político. La Orden, intencionalmente se ha caracterizado por proveer "una espiritualidad agresiva y elitista". Con sus estudios religiosos, el académico Graham Harvey afirmó que la ONA encajaba en el estereotipo del Satanista, "mejor que otros grupos", por los muchos actos ilegales y realmente impactantes que la Orden practicaba.
La ONA critica a grupos Satánicos más grandes como La Iglesia de Satán y el Templo de Set, los que pareces ser una "simulación satánica" porque adoptan el "glamour asociado con el Satanismo", pero tienen "miedo de experimentar su verdadera realidad". A su vez, la Iglesia de Satán también ha criticado lo que describieron como "la insistencia paranoica de que la Orden dice ser la única defensora de la tradición satánica". Kaplan afirma que estos comentarios reflejan "las tensiones intramurales" que son muy comunes en el "mundo del Satanismo". Con estas críticas, Anton Long escribió que la ONA "no afirma ser la organización pionera, así como no reclaman algún tipo de autoridad...Cuando en el pasado, nosotros hemos dicho cosas que otros interpretan como algo en contra del Templo de Set o La Vey, nosotros simplemente asumimos el rol de adversarios, desafiando lo que parece estar convirtiéndose en un dogma aceptable."
Aunque la concepción de sí misma de tener orígenes precristiano y la descripción del Satanismo como un "paganismo militar", la ONA no aboga por el restablecimiento de sistemas de creencias precristiana; con un tracto, la ONA afirma que "todos los dioses del pasado de las muchas tradiciones occidentales, han sido superadas por las fuerzas satánicas". Sin embargo, Goodrick Clarke notó que "las ideas y rituales del grupo", se basan en "una tradición nativa", con referencias del concepto precristiano anglosajón wyrd y con énfasis en ceremonias ejecutadas en equinoccios, junto con la producción de incienso utilizando árboles indígenas, lo que sugiere la idea de tener un "arraigado en naturaleza inglesa". Los practicantes deben pasar por "peregrinaciones negras", así como por sitios ceremoniales prehistóricos en zonas alrededor de Shropshire y Herefordshire en tierras inglesas.
Por otra parte, Monette escribe que "una examinación crítica de los textos clave de la ONA, sugiere que las connotaciones satánicas podrían ser cosméticas y que sus mitos centrales y su cosmología son verdaderamente herméticas con influencias paganas."

### Cosmología Eónica y Nazismo
La ONA establece que la evolución cósmica está guiada por "dialectos siniestros" de energías eónicas alternas. La ONA divide la historia en una serie de Eones, creyendo que cada uno fue dominado por una civilización humana que emergió, se desarrolló y murió. Establece que cada Eón duró aproximadamente 2000 años, con su respectiva civilización humana, ocupando 1500 años del período. Sostiene que después de 800 años de crecimiento, cada civilización enfrenta problemas, resultando en una "Era de Problemas" que duraba entre 398 y 400 años. La etapa final de cada civilización duraba aproximadamente 390 años, que era controlada por un militar y fuerte régimen imperial, después del cual la civilización caía. La ONA asegura que la humanidad ha vivido durante cinco Eones, cada uno con una civilización asociada: Primal, Hiperbóreo, Sumerio, Helénico y Occidental. Ambos, Goddrick Clarke y Senholt, han declarado que este sistema de Eones está inspirado por el trabajo de Arnold J. Toynbee, junto con Senholt, sugiriendo que también puso haber sido influenciado por las ideas de Crowley con respecto a los Eones Telémicos. Sin embargo, la ONA ha declarado que su concepto "no tiene nada que ver con Crowley", pero sí está basado en los trabajos de Toynbee y Spengler.
| "Adolf Hitler fue enviado por los dioses Para guiarnos hacia la grandeza Creemos en la desigualdad Y en el derecho de Aryan de vivir De acuerdo a las reglas del folclor. Sabemos que la historia de los judíos, "el holocausto" Es una mentira para mantener a nuestra raza en cadenas Y expresar nuestro deseo y ver la verdad revelada. Creemos en la justicia para las camaradas oprimidas. Y buscar un fin al mundo Persecución de los Socialistas-Nacionales."—— The ONA's "Mass of Heresy" |

La ONA afirma que las civilizaciones occidentales actuales tienen un espíritu fáustico y que recientemente ha sobrepasado su Era de Problemas, con su etapa final, un imperio de gobierno militar que comenzó entre 1990 y el 2001 y durará hasta el 2390. Después de esto, seguirá un período de caos del cual surgirá el sexto Eon, el Eon del Fuego, el cual será representado or la civilización Galáctica en donde la sociedad Aria colonizará la Vía Láctea. Sin embargo, la Orden sostiene que a diferencia de las civilizaciones eónicas anteriores, la civilización occidental ha sido infectada con la distorsión "Mago/Nazareno", que se asocia con la religión judeocristiana. Las escrituras del grupo establecen que mientras la civilización occidental alguna vez fue "la entidad pionera, impregnada de valores elitistas con un gran camino de guerreros a seguir", con el impacto de la ética del mago/nazareno, se volvió una sociedad neurótica y obsesionada, abrazando al capitalismo y al comunismo, así como a la falsa democracia y el dogma de la igualdad racial. Ellos creen que estas fuerzas mago/nazarenas representan una tendencia contra-evolutiva que amenaza con impedir el surgimiento del imperio occidental y con eso, la evolución de la humanidad, por lo que este enemigo cósmico debe ser derrotado por la fuerza de la voluntad. Ambos Goodrick Clarke y Sieg notaron que estas ideas, en relación con el "el alma del mago" y la "distorsión cultural" se derivaron de los judíos, por obra de Oswald Spengler y Francias Parker Yockey.
La ONA premió a la Alemania Nazi como "una expresión práctica del espíritu satánico... una ráfaga de luz luciferina de energía, en una alternativa nazarena pacífica y aburrida." Apoyando a la negación del Holocausto, afirmaron que el Holocausto fue un mito construido por el establecimiento del mago/nazareno con el fin de denigrar a la administración Nazi después de la Segunda Guerra Mundial y desaparecer los logros de la civilización. El grupo cree que es necesaria una revolución neonazi para derrocar el dominio del mago/nazareno de la sociedad occidental y así establecer un Imperio para permitirle a la humanidad el entrar a la civilización galáctica del futuro.
En consecuencia, referencias positivas al nazismo y el neonazismo se pueden encontrar dentro del material escrito del grupo. Evoca al líder nazi Adolfo Hitler como una fuerza positiva, específicamente en el texto de La Misa Negra, también conocida como La Misa de Herejía. Sin embargo, en algunos textos de la ONA, se subraya que los miembros deben adoptar el neonazismo y el racismo, no fuera de una creencia genuina de la ideología nazi, si no como una parte de la "estrategia siniestra" para avanzar por la evolución eónica. Una versión del Negro, producido en masa por un grupo australiano de la ONA, el Templo de ELLOS, reemplazando el elogio a Hitler por elogiar al militar islamista Osama Bin Laden, mientras que las escrituras de Chloe Ortega y Kayla DiGiovanni, publicistas clave de E.U. basadas en la White Star Acception, que Sieg determinó como una plataforma anarquista que carecía de la condena del sionismo y el respaldo del racismo ario presente en las escrituras de Long. Por lo tanto la Orden es mucho más políticamente abierta que otros grupos satánicos al tratar de desestabilizar a la sociedad moderna a través de medios mágicos y prácticos.

### La iniciación y el camino del séptimo doblez
El sistema base de la ONA se conoce como "El Camino del Séptimo Doblez" o "Hebdomadry" y se describe en uno de los textos primarios de la Orden conocido como Naos. El sistema del Séptimo Doblez se refleja en la cosmología simbólica del grupo, "el árbol Wyrd", en el que se encuentran siete cuerpos celestiales, la Luna, Venus, Mercurio, el Sol, Marte, Júpiter y Saturno. El término wyrd fue adoptado del viejo inglés, que hace referencia a la suerte o el destino. Monette lo identificó como un "sistema hermético", destacando que el uso de siente cuerpos planetarios había sido influenciado por los textos árabes medievales Ghayat al-Hakim y Shams I-Maarif.
El Camino del Séptimo Doblez también se refleja en el sistema de iniciación de grupos, el cual tiene siete grados por los cuales cada miembro puede progresar gradualmente. Estos son: (1) Neófito, (2) Iniciación, (3) Adepto Externo, (4) Adepto Interno, (5) Maestro/Maestra, (6) Gran Maestro/Mousa y (7) Inmortal. El grupo ha revelado que son muy pocos los que logran alcanzar el quinto o sexto grado y en un artículo de 1989, la ONA estableció que en ese punto, sólo había habido cuatro individuos que habían alcanzado la etapa de Maestro.

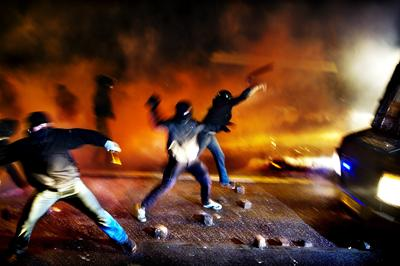
La ONA anima a sus miembros a adoptar "roles de intuición" en grupos anarquista, neonazis e islamistas, con el fin de corromper a la sociedad occidental moderna.

La ONA no inicia a los miembros por sí sola, sino que más bien espera que los individuos se inicien solos. Se requiere que los iniciados estén en una buena condición física, por lo que se recomienda un régimen de entrenamiento a seguir. Se espera que los recién llegados tengan una pareja mágica del sexo opuesto o del mismo sexo si es que son homosexuales. A partir de ahí, el practicante debe emprender retos personales y cada vez más difíciles para así poder pasar a través de los distintos grados. La mayor parte de las pruebas que le permiten al iniciador proceder a la siguiente etapa, son públicamente reveladas al público. Se cree que el verdadero elemento de iniciación radica en la experiencia y sólo se logra a través de la realización de varias pruebas. Por ejemplo, parte del ritual que se convirtió en un Adepto Externo, involucra una prueba en la que el miembro prospecto debe encontrar un lugar solitario para quedarse ahí, inmóvil, por una noche entera sin moverse o dormir. El proceso de iniciación para el rol del Adepto Interno exige al practicante retirarse de la sociedad humana por tres meses, de un equinoccio a un solsticio o, muchas veces, por seis meses, tiempo en el que deben vivir en un estado salvaje sin las conveniencias modernas o el contacto con la civilización. La siguiente etapa, el Ritual de Abismo, involucra al candidato viviendo solo, en la oscuridad y aislado en una caverna, por un mes lunar. De acuerdo a Jeffrey Kaplan, un académico especialista de la extrema derecha, este reto físico y mental de iniciación refleja "la concepción de sí misma de la ONA, como una organización de vanguardia, compuesta por una pequeña cámara de élites nietzcheanas."
Dentro del sistema de iniciación de la ONA, existe un énfasis en los practicantes que adoptan "roles de intuición" en el que trabajan encubierto en un grupo políticamente extremo por un período de seis a dieciocho meses, ganando así la experiencia en algo diferente de su vida cotidiana. Entre las tendencias ideológicas que la ONA sugiere a los miembros que adoptan los "roles de intuición", están el anarquismo, el neonazismo y el islamismo, estableciendo que aparte de los beneficios personales de tal participación, los miembros de estos grupo tienen la ventaja de atentar contra el sistema sociopolítico occidental del mago-nazareno y con esto ayudan a lograr la inestabilidad de la que una nueva orden, es decir, el Imperio, puede emerger. Sin embargo, Monette notó un cambio potencial en los roles de intuición recomendados por los grupos a través de las décadas; señaló que mientras la ONA recomendaba actividades criminales o militares durante las décadas de 1980 y principios de 1990, para finales de la década de 1990 y el 2000 ya recomendaban adoptar roles budistas o monásticos. Por lo tanto, "con la práctica de los "roles de intuición", la Orden aboga por la transgresión continua de las normas establecidas, los roles y las zonas de comodidad en el desarrollo del iniciado... Esta aplicación extrema de ideas amplifica la ambigüedad de las prácticas satánicas de antinomia y las del Trayecto de la Mano Izquierda, haciendo prácticamente imposible el penetrar las capas de la subversión y la lucha contra la dicotomía inherente a las dialécticas siniestras." Senholt sugiere que la participación de Myatt en ambos, el neonazismo y el islamismo, representa los "roles de intuición" de su propia vida.

### El Reino Causal, la Magia y lo Dioses Oscuros
La ONA cree que los seres humanos viven en el reino causal, el cual obedece las leyes de causa y efecto. Sin embargo, también creen en el reino no causal, en el que las leyes de la física no aplican, promoviendo aún más la idea de que las energías del reino no causal pueden entrar al causal, permitiendo la magia. Al creer en la existencia de la magia, la ONA distingue entre la magia externa, interna y eónica. La magia externa se divide en dos categorías. magia ceremonial, que se ejecuta por más de dos personas para lograr una meta específica  y la magia hermética, que puede ser ejecutada de forma individual o en pareja. La magia interna está diseñada para producir un estado alterado de la conciencia del participante, para así lograr un proceso de "Individuación". La forma más avanzada de magia de la ONA, es la eónica, cuya práctica es solamente para aquellos que ya dominan por completo la magia externa e interna y tienen el grado de gran maestro. El propósito de la magia eónica es influenciar a un gran número de personas durante un período prolongado de tiempo, afectando así el desarrollo de futuros eones. Específicamente, se emplea con la intención de interrumpir el sistema sociopolítico del mundo occidental, el cual la ONA cree que se ha corrompido por la religión judeocristiana.

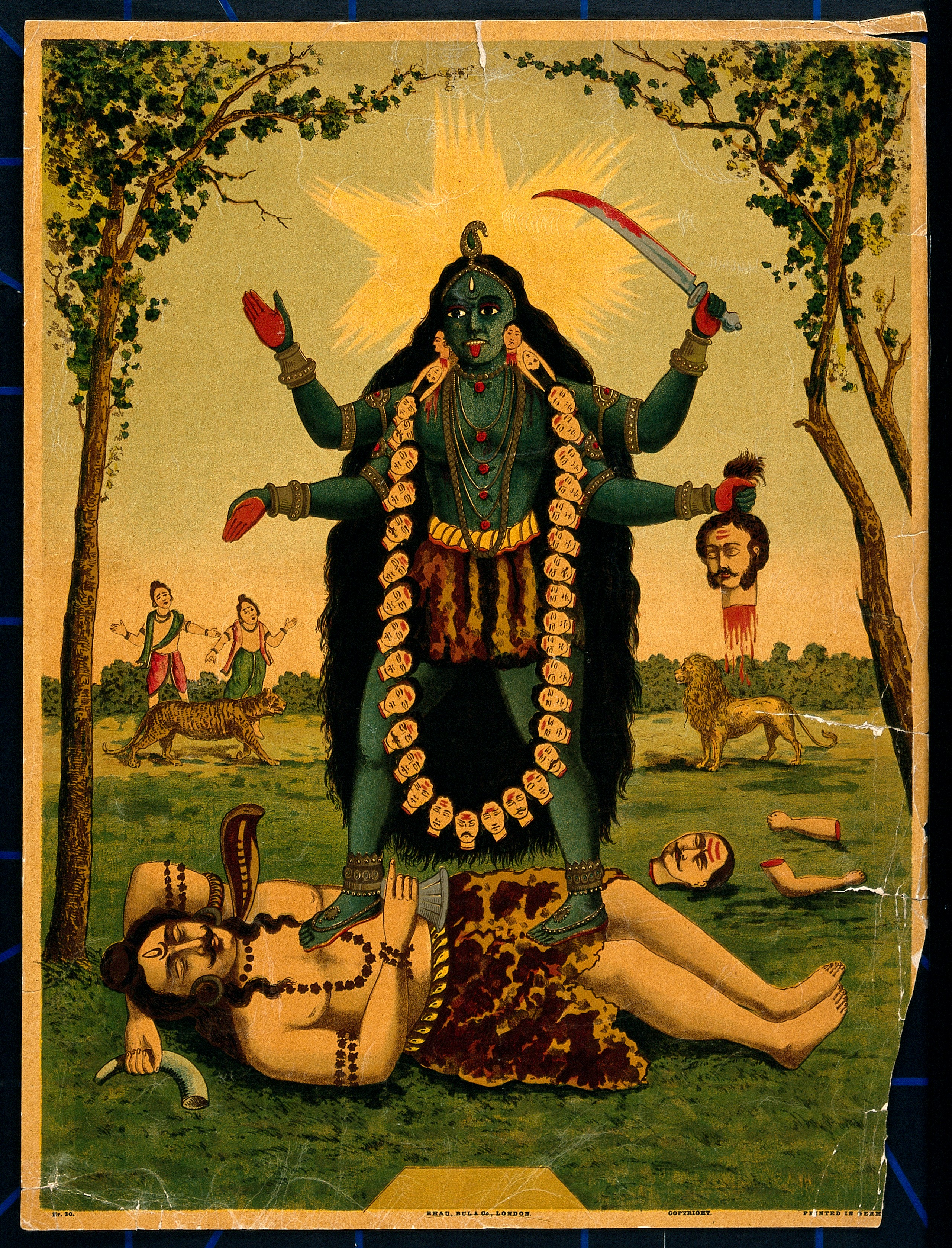
Baphomet, la diosa oscura de la ONA, descrita con características parecidas a la diosa hindú Kali.

La ONA utiliza dos métodos para ejecutar la magia eónica. La primero consiste en ritos y cantos con la intención de abrir una puerta, conocida como el "nexo" hacia el "reino no causal" para poder manifestar energías en el "reino causal" que puedan influenciar al eon existente en la dirección que el practicante requiera. El segundo método involucra en jugar un juego de mesa conocido como el Juego de la Estrella; el juego fue creado por el grupo con piezas que representan a los diferentes eones. El grupo cree que cuando un iniciado juega, se convierte en el "nexo viviente" y por lo tanto en el canal por el cual pasan las energías del reino sin causa al reino con causa. Una forma avanzada de juego se utiliza como parte del entrenamiento para adquirir el grado del adepto interno.
La Orden promueve la idea de los "Dioses Oscuros" existen dentro del reino sin cause, sin embargo, se acepta que algunos miembros los interpreten, no como entidades reales, pero si como facetas del subconsciente humano. Estas entidades son percibidas como peligrosas, por lo que la ONA advierte tener cuidado al interactuar con ellos. Entre los Dioses Oscuros de los que se ha discutido en la orden, está, Baphomet, quien es representado como una mujer mayor con la cabeza cortada, cuyo nombre, según la ONA, es de origen griego. Además, hay entidades cuyos nombre, según Monette, están influenciados por figuras de fuentes clásicas y de Astronomía, como Kthunae, Nemicu, and Atazoth.
Otra de estas figuras no causales, se denomina Vindex, por la palabra latina "vengador" La ONA cree que Vindex finalmente encarnará como un humano, aunque se desconoce su sexo y origen étnico, y actuará como una figura mesiánica al derrocar las fuerzas del mago/nazareno al liderar la ONA y establecer una nueva sociedad. Sieg estableció comparaciones entre esta creencia en Vindex y las ideas de Savitri Devi, el prominente Hitlerista esotérico, relacionado con la llegada de Kalki, un avatar del dios hindú Vishnu, en la tierra.

### Sacrificio humano
Las escrituras de la ONA toleran e incluso fomentan el sacrificio humano/asesinato ritual, nombrando a sus víctimas como opfers.
La ONA menciona al sacrificio humano en varios de sus documentos: "A Gift for the Prince – A Guide to Human Sacrifice", "Culling – A Guide to Sacrifice II", "Victims – A Sinister Exposé" y "Guidelines for the Testing of Opfers". De acuerdo a las creencias de la ONA, el asesino debe permitirle a la víctima "auto-seleccionarse" a sí misma; esto se logra a través de pruebas para ver si la víctima tiene fallas en su carácter. Si este es el caso, se demuestra que la víctima es apta para el sacrificio. Aquellos que son considerados ideales para el sacrificio son lo que tienen un carácter bajo, como son los miembros de los que ellos consideran "grupos satánicos" como la Iglesia de Satán, el Templo de Set, así como los "Nazarenos interferentes", los periodistas, los representantes de los negocios y los políticos activistas que interrumpen las operaciones del grupo. La ONA explica que por la necesidad de esta "auto-selección", los niños nunca podrán ser víctimas del sacrificio. Así mismo, la ONA "desprecia el sacrificio de animales, estableciendo que es mucho mejor sacrificar a mundanos, dada la abundancia de la escoria humana".
Después, el sacrificio se lleva a cabo a través de medios físicos y mágicos, punto en el cual se cree que el asesino absorbe el poder del cuerpo y espíritu de la víctima, entrando así a un nuevo nivel de consciencia "siniestra". Así como se fortalece el carácter del asesino al realzar su conexión con las fuerzas no causales de muerte y destrucción, se cree que los sacrificios también pueden beneficiar a la ONA, ya que remueven de la sociedad a individuos que no valen la pena. Monette ha notado la ausencia de nexos en la ONA que admitan que se lleve a cabo un sacrificio humano, pero que los miembros se han unido a la policía y a grupos militares con el fin de participar en actividades violentas con asesinatos legales.
La ONA cree que existen precedentes históricos de su práctica de sacrificios humanos, expresando su creencia en una tradición prehistórica en la que los humanos eran sacrificados a una diosa llamada Baphomet en el equinoccio de primavera ya la estrella Arcturus en el otoño.  Sin embargo, la defensa del sacrificio humano por parte de la ONA ha generado fuertes críticas de otros grupos satanistas como el Templo de Set, quienes lo consideran perjudicial para sus propios intentos de hacer que el satanismo sea más aceptable socialmente dentro de las naciones occidentales.

### El término "Nueve Ángulos"
En sus ensayos y otros escritos, la ONA ofrece varias explicaciones en cuanto al significado del término "Nueve Ángulos". Una de las explicaciones es que se refiere a los siete planetas de la cosmología del grupos (los siete ángulos), a la cual se le añadió un octavo y noveno ángulo. Una segunda explicación es la que se refiere a siete etapas alquímicas "normales" con dos procesos adicionales. Una tercera explicación es la que se refiere a las nueve emanaciones divinas, un concepto que originalmente se encontraba en textos medievales producidos en la tradición mística e islámica del Sufismo. Más tarde, Monette sugirió que el término hacía referencia a una tradición clásico hindú que dividía al sistema solar en nueve planetas.
De acuerdo a la ONA, se utiliza el término, no sólo haciendo referencia a las nueve emanaciones y transformaciones de las tres sustancias básicas alquímicas (mercurio, sulfuro y sal) como ocurre en el uso oculto del Juego de la Estrella, sino que también hace referencia al viaje hermético con siete esferas juntos con sus dos aspectos sin causa.

## Organización
La ONA es una organización secreta. Carece de una administración central, pues funcionan como una red de aliados satánicos, denominada "kolectiva". Por lo que Monette mencionó que la Orden "no es un establecimiento organizado, pero sí un movimiento, una subcultura o metacultura que los practicantes eligen para identificarse con". Monette también sugirió que esta ausencia de estructura central sirve para mantener a la Orden con vida, ya que su destino no queda en manos de un solo líder.
A la ONA no le gusta el término "miembro", pues prefiere utilizar la palabra "asociado". En el 2012, Long mencionó que los afiliados a la Orden se podían dividir en seis categorías diferentes: los asociados de nexos tradicionales, los Niners, los Balobianos, los pandilleros, los seguidores de la tradición Rounwytha y los involucrados en los grupos de sólo inspiración ONA.
En general el grupo consiste principalmente de células autónomas conocida como "nexos". La célula original, tuvo la sede en Shropshire y era conocida como el "Nexo Zero" y los grupos posteriores se establecieron principalmente en Gran Bretaña, Irlanda y Alemania. Algunos de estos grupos, como el Templo de Sangre, se describen a sí mismos como una organización distinta a la ONA, pero que sí han sido influenciados y tienen conexión con ella.
De acuerdo a la terminología de la ONA, los términos Drecc y Niner se refieren a la cultura o individuos que apoyan los objetivos de la Orden con la práctica (incluyendo crímenes). Uno de estos grupos el la Acepción de la Estrella Blanca que afirma haber perpetrado violaciones, asaltos y robos con el fin de aumentar el poder del grupo. Un Balobiano es un artista o músico que contribuye al grupo a través de la producción de arte fino. El Rounwytha es una tradición de gente mística que reflejan poderes psíquicos. La mayoría de sus miembros son mujeres, que viven recluidas en grupos pequeños y por lo general, lesbianos.

### Representante Exterior
Varios comentaristas académicos han remarcado la existencia de una figura dentro de la ONA, llamado "el Representante Exterior", quien sirve como un portavoz oficial para el grupo con el mundo exterior. El primero en aclamar ser el "Representante Exterior" fue Richard Moult, un artista y compositor de Shropshire que utilizó el pseudónimo de "Christos Beest". El siguiente fue Moult y más tarde Vilnius Thronian, quien ocupó el cardo de 1996 a 2002 y ha sido identificado por la ONA como parte del Trayecto de la Mano Izquierda. Posteriormente, en el blog de la Acepción de la Estrella Blanca, se pidió que Chloe Ortega fuera la Representante Exterior, sin embargo, desapareció el 2013. Por lo que una americana de la tradición Rounwytha, usando el nombre de "Jall", apareció aclamando que ella era la nueva Representante Exterior de la Orden.

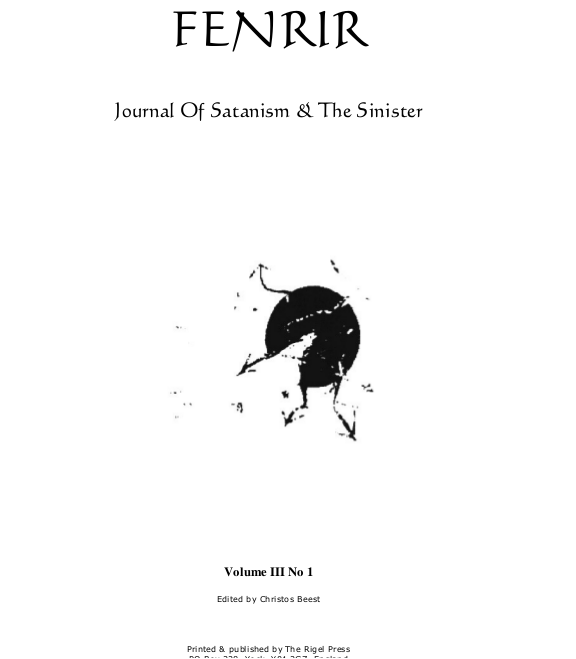
Un número original de a revista Fenrir de la ONA.

### Afiliación
Mientras que la ONA ha establecido que no es una organización oculta en el sentido convencional, sino que más bien se trata de una filosofía esotérica, varios académicos han escrito sobre su afiliación. En una revisión de grupos satánicos británicos de 1995, Harvey sugirió que la ONA consistía de tan solo diez miembros o tal vez de menos de cinco. En 1998, Jeffrey Kaplan y Leonard Weinberg establecieron que la afiliación de la ONA era infinitesimalmente pequeña, con el grupo actuando primordialmente como un "ministerio de pedidos por correo".
En una carta que Anton Long le escribió a Aquino en octubre de 1990, Long menciona que "una vez que las técnicas y la esencia de la ONA se volvieron disponibles, la afiliación perdió sentido, pues ya todo estaba expuesto y accesible para cualquiera"
En el 2013, Senholt notó que como el grupo no tiene una afiliación oficial, es "difícil, pero no imposible, estimar el número de miembros en la ONA". Senholt sugirió que una "estimación aproximada" del "número total" de individuos involucrados en la ONA de 1980 a 2009, era de unos "pocos miles"; llegó a esta conclusión al examinar el número de revistas y diarios del tema que circulaban, así como el número de miembros en blogs de discusiones en línea acerca de la ONA.
Según una encuesta de 2015, la ONA tiene más mujeres partidarias que la Iglesia de Satán o el Templo de Set, además de más mujeres con hijos; más seguidores mayores; más simpatizantes mejor establecidos en términos socioeconómicos; y más que políticamente están más a la derecha.

## Terrorismo y crímenes
Según un informe del grupo de derechos civiles Southern Poverty Law Center, la ONA "ocupa una posición importante en el nicho, nexo internacional de grupos neonazis ocultos, esotéricos y/o satánicos". Varios periódicos han informado que el O9A está vinculado a varias figuras de alto perfil de la extrema derecha y que el grupo está afiliado y comparte miembros con grupos terroristas neonazis como Atomwaffen División y proscribió la Acción Nacional, la División Sonnenkrieg y el Movimiento de Resistencia Nórdica.
El 23 de septiembre de 2019, el especialista Jarrett William Smith, de 24 años, de Fort Riley, Kansas, fue acusado de distribuir información relacionada con explosivos y armas de destrucción masiva. El fiscal federal adjunto Anthony Mattivi alegó en un tribunal federal que Smith distribuyó información sobre explosivos y planeaba asesinar a agentes federales con otras tres personas "para la gloria de su religión satanista". El 10 de febrero de 2020, Smith se declaró culpable de dos cargos de distribución de información relacionada con explosivos, dispositivos destructivos y armas de destrucción masiva y fue sentenciado a 30 meses en una prisión federal.
Un paracaidista llamado Ethan Melzer en los Sky Soldiers de la 173rd Airborne Brigade, que fue asignado al 1.er Batallón, 503.º Regimiento de Infantería, 503.º Regimiento de Infantería, en Vicenza, Italia, de 2019 a 2020, planeó una emboscada en su unidad, "para provocar la muerte de la mayor cantidad posible de sus compañeros de servicio". Fue acusado en junio de 2020 de conspirar e intentar asesinar a miembros del servicio militar, y de proporcionar e intentar proporcionar apoyo material a terroristas. El paracaidista fue acusado de filtrar información clasificada (incluida la ubicación de la unidad) a sus cómplices en la conexión RapeWaffen y la Orden de los Nueve Ángulos (O9A). Se enfrenta a una sentencia máxima de cadena perpetua.
El grupo de defensa política británico Hope not Hate informó en marzo de 2020 que hubo seis casos de neonazis relacionados con O9A procesados por delitos de terrorismo solo durante el año. Un artículo de 2019 en el periódico The Times declaró que "un reportero del Times se infiltró en la plataforma Discord para infiltrarse en un chat solo por invitación. En el chat se alentaba abiertamente actos de terrorismo y celebró lo que se describió como Hitlerismo esoterico". En marzo de 2020, Hope not Hate inició una campaña para prohibir y proscribir a la Orden de los Nueve como grupo terrorista, una campaña apoyada por varios miembros británicos del Parlamento, incluido el Partido Laborista Yvette Cooper, presidenta del Comité Selecto de Asuntos Internos.
El 18 de septiembre de 2020, la policía de Toronto arrestó a Guilherme “William” Von Neutegem, de 34 años, y lo acusó del asesinato de Mohamed-Aslim Zafis. Zafis era el cuidador de una mezquita local, cuyo cuerpo fue hallado degollado. El Servicio de Policía de Toronto dijo que el asesinato posiblemente esté relacionado con el asesinato a puñaladas de Rampreet Singh unos días antes a poca distancia del lugar donde ocurrió el asesinato de Zafis. Von Neutegem es miembro de O9A y las cuentas de redes sociales establecidas como pertenecientes a él promueven el grupo e incluyen grabaciones de Von Neutegem interpretando cánticos satánicos. En su casa también había un altar con el símbolo del O9A adornando un monolito. Según Evan Balgord de Canadian Anti-Hate Network, conocen más miembros de O9A en Canadá y su organización afiliada a la Northern Order. CAHN informó anteriormente sobre la Orden del Norte cuando un miembro de las Fuerzas Armadas de Canadá fue sorprendido vendiendo armas de fuego y explosivos a otros neonazis.
Las Fuerzas Armadas Canadienses iniciaron una investigación interna en octubre de 2020 después de que un soldado de las fuerzas especiales de la CJIRU fuera identificado como miembro de la Orden del Norte y la Orden de los Nueve Ángulos. Según el SPLC, el hombre se encuentra entre "algunas personas de alto rango bastante conocidas en estas organizaciones" y un conocido de James Mason y el ex Cabo Maestro Patrik Mathews quien fue expuesto anteriormente como reclutador para la Orden del norte y La Base en Canadá. El 1 de febrero de 2021, un hombre de Cornualles que se dice que era el líder de la rama británica de la División Feuerkrieg se declaró culpable de 12 delitos de terrorismo. La policía había allanado previamente su casa en 2019 en busca de armas de fuego y había encontrado instrucciones de construcción de bombas y literatura O9A.
Danyal Hussein, quien mató a dos hermanas, Bibaa Henry y Nicole Smallman en un parque de Wembley en Londres, estaba "estrechamente asociado" con la Orden de los Nueve Ángulos y participó en el foro de Internet O9A. Mató a las dos mujeres para cumplir un "pacto demoníaco".
En respuesta, la diputada Stephanie Peacock pidió al ministro del Interior que proscribiera el O9A como grupo terrorista. En Rusia, cuatro miembros de la Orden de los Nueve Ángulos fueron arrestados después de que dos confesaron asesinatos rituales relacionados con el canibalismo en Karelia y San Petersburgo. Dos de ellos también están acusados de tráfico de drogas a gran escala ya que en su casa se encontró una gran cantidad de estupefacientes.
El 12 de agosto del 2021 Ben John fue condenado por delitos de terrorismo después de una investigación de 11 meses por parte del Comando Antiterrorista. La declaración de la policía de Lincolnshire declaró que "John tenía una gran cantidad de material antisemita y supremista blanco, así como material relacionado con la organización satanista llamada Orden de los Nueve Ángulos (ONA), que está cada vez más bajo el foco de las fuerzas del orden. En octubre de 2021, Facebook e Instagram prohibieron al miembro de O9A, E.A Koetting, cuya página tenía 128,000 seguidores por incitar a la violencia. El Servicio de Inteligencia de Seguridad de Finlandia también señaló a la ONA como una fuente de radicalización y preocupación en el país. El 4 de diciembre la policía finlandesa arrestó a una célula de cinco hombres en Kankaanpää bajo sospecha de planear un ataque terrorista y confiscó numerosas armas de fuego, incluidos rifles de asalto, y decenas de kilos de explosivos. Según los medios finlandeses, los hombres se adhirieron a la ideología de Atomwaffen, James Mason y el satanismo de la ONA.
En noviembre de 2021, aproximadamente dos docenas de agentes federales con chalecos antibalas arrestaron en Queens, Nueva York a Ángel Almeidaz por posesión ilegal de armas. Además, "el acusado ha expresado repetidamente su interés en el abuso de niños y el abuso de animales", escribió el fiscal federal adjunto Chand Edwards-Balfour. Según el New York Daily News, Almeidaz era miembro de la O9A.

### Abuso sexual
Organizaciones antifascistas, varios políticos británicos y los medios de comunicación han hecho denuncias de que la O9A condona y alienta el abuso sexual, y esto se ha dado como una de las razones por las que el gobierno británico debería prohibir al ONA. Muchos miembros de ONA ven abiertamente la violación como una forma efectiva de socavar a la sociedad al transgredir sus normas. White Star Acception comete violaciones por su propia admisión y textos de la ONA como "The Dreccian Way", "Iron Gates", "Bluebird" y "The Rape Anthology" recomiendan y elogian la violación y la pedofilia, incluso sugiriendo que la violación es necesaria para "ascensión de el Ubermensch". De acuerdo con la BBC, "las autoridades están preocupadas por la cantidad de pedófilos asociados a la ONA". Niños de al menos 13 años han sido preparados por el grupo.
Ryan Fleming de Yorkshire con sede en ONA nexion Drakon Covenant se encuentra actualmente en prisión por la violación de una niña de 14 años, después de haber sido condenado por agresión sexual y tortura de un menor. Andrew Dymock, miembro de la ONA, que fue condenado por 15 delitos de terrorismo, también ha sido interrogado por la policía sobre la agresión sexual de una adolescente que tenía grabados símbolos nazis y ocultistas en su cuerpo. En julio de 2020, otro miembro de ONA, Jacek Tchorzewski, fue condenado por el Tribunal de la Corona de Harrow por delitos de terrorismo y por poseer más de 500 imágenes y videos que mostraban a niños de hasta seis años siendo violados y necrofilia. Tchorzewski también poseía "literatura nazi y satanista que representaba la violación y la pedofilia". El coacusado de Tchorzewski, Michal Szewczuk, "dirigió un blog que fomentaba la violación y la tortura de los oponentes, incluidos los niños pequeños", y también fue condenado a cuatro años de prisión por delitos de terrorismo. Ethan Melzer también pertenecía a una sala de chat encriptada de la ONA donde los miembros se animaban unos a otros a perpetrar violencia sexual y compartían videos de estas violaciones.
En noviembre de 2019, un adolescente de Durham que, según BBC News, se adhiere al "nazismo oculto" e "influenciado por la ONA, [buscó] modificarse de acuerdo con su literatura" fue declarado culpable de preparar un ataque terrorista. Además de los delitos de terrorismo, está acusado de agredir sexualmente a una niña de 12 años. Finalmente, fue condenado por cinco agresiones sexuales además de los delitos de terrorismo.
En marzo del 2020, un destacado miembro de la ONA y exlíder de la División Atomwaffen, John Cameron Denton, fue acusado por los fiscales de poseer y compartir pornografía infantil de abuso sexual de una niña menor de edad por parte de su grupo, además de hacer 134 amenazas de muerte y bomba contra reporteros y comunidades minoritarias. El 2 de septiembre de 2020, otro miembro, Harry Vaughan, se declaró culpable de 14 delitos de terrorismo y posesión de pornografía infantil. Un registro policial en su casa descubrió videos de violaciones brutales de nmenores, documentos que muestran cómo construir bombas, detonadores, armas de fuego y libros de la ONA que aconsejan violaciones y asesinatos. Además de esto, el Old Bailey lo describió como un entusiasta de las armas de fuego y que vivía con sus dos hermanas menores en el momento del arresto. Cinco finlandeses también fueron arrestados por abusar sexualmente de varios niños, según la policía, las actividades involucraron "nazismo y satanismo" y consumo de metanfetaminas. En Gotemburgo, Suecia el afiliado del NRM y adherente de la ONA, Alexander Andersson, ha sido arrestado y acusado de dos casos de "violación agravada contra niños".

### Rapewaffen
"Rapewaffen" es una facción cuyas ideas tienen raíces en Atomwaffen y en la Orden de los Nueve Ángulos, y que alienta a sus seguidores a violar a mujeres blancas para aumentar el número de nacimientos de blancos. Quienes se suscriben a esta forma de pensar dieron la bienvenida a la decisión del Caso Dobbs contra Jackson Women's Health Organization y la subsiguiente ola de prohibiciones del aborto en los Estados Unidos como ayuda para lograr su objetivo. La ideología llamó la atención del público luego del arresto de un ex infante de marina de los EE. UU. que había estado conspirando para violar a mujeres y atacar una sinagoga.

### Presencia en Montenegro
El Astral Bone Gnawers Lodge (comúnmente conocido como ABG Lodge) es una filial de ONA ("nexion") que opera en los Balcanes. En la comunidad virtual de la ONA, ABG Lodge tiene un estatus de nexion destacado, conocido por su proyecto musical Dark Imperivm, así como por sus polémicos ensayos. Ellos son uno de los pocos nexions que hicieron y publicaron grabaciones de varios Cantos Siniestros de ONA. La Logia ABG está estructurada como una sociedad secreta tradicional, encabezada por una matriarca conocida como la 'Amante de la Sangre'. La Logia ABG informa que su Maestra fundadora es 'Zorya Aeterna', quien es también la fuerza impulsora actual detrás de la organización. Los miembros de ABG Lodge afirman que la logia también se basa en las tradiciones herméticas y han comenzado su propia iglesia llamada Iglesia Gnóstica de Cristo-Lucifer.

### La Rama "Legión Ave Satán"
El Servicio Federal de Seguridad rusos arrestaron a un grupo de satanistas en abril de 2020 en Krasnodar sospechosos de "convocatorias públicas para llevar a cabo actividades extremistas", incitación al asesinato debido al odio religioso y racial, y actividades delictivas contra las mujeres. La policía también incautó "material extremista" oculto durante las redadas. Pertenecían a un grupo llamado Legión Ave Satan, un capítulo de la O9A, usando al Reichsadler nazi agarrando un pentagrama y una espada como su símbolo. En su página VKontakte (ahora baneada), reclamaron conexiones en todos los países de la CEI, promovieron O9A e identificaron como seguidores del "satanismo tradicional" y la "fe precristiana".. Aparecieron por primera vez en los medios rusos en 2018 cuando un adolescente incendió una iglesia en la República de Karelia. El adolescente expresó su apoyo a Legión Ave Satán en VKontakte y publicó fotos con una máscara de calavera asociada con Atomwaffen y O9A. Fue enviado a tratamiento psiquiátrico involuntario. El nexión local usaba una antigua granja avícola en Kondopoga para reuniones, y el grupo había atraído a niños a la prostitución según Moscow Komsomolets. Como es el caso en otros lugares, el grupo está conectado con la organización Atomwaffen Division.
Cuatro miembros rusos de la Orden de los Nueve Ángulos fueron arrestados por asesinatos rituales en Carelia y San Petersburgo.

### Escisión ucraniana
De acuerdo de Komsomolskaya Pravda de junio de 2022, había adquirido videos de O9A ucranianos realizando rituales satánicos en los que usan sangre humana en su iniciación, sacerdotes cortándose las manos y derramando sangre sobre los iniciados. Los miembros también se pintarían con símbolos ocultistas y nazis y degollarían a los prisioneros como sacrificio a los dioses y violarían a las mujeres. La ciudad de Verkhnotoretske y Mariupol supuestamente tienen templos satanistas utilizados por el grupo. RIA Novosti y Tsargrad TV alegaron que estos satanistas estaban afiliados al Batallón Azov. El jefe de la República de Crimea, Sergei Aksyonov comentó sobre el informe que “Estamos lidiando no solo con fuerzas antirrusas, sino también con fuerzas anticristianas... Nazismo, paganismo, el ocultismo y el satanismo siempre se han vuelto de la mano ". Anteriormente miembro de Atomwaffen y terrorista convicto y adherente de O9A Jarrett Smith tenía la intención de unirse a Azov antes de ser interceptado por las autoridades estadounidenses. El asociado de Smith y compañero neonazi Craig Lang se unió con éxito a la milicia ucraniana. Andrew Dymock (alias Blitz), líder de la División Sonnenkrieg de Gran Bretaña (una unidad del AWD), fue miembro de la Orden de los Nueve Ángulos y ha sido fotografiado con equipo del Batallón Azov.
Además, se ha visto a miembros de O9A ondeando la bandera Atomwaffen en el festival Asgardsrei organizado por nazis ucranianos. Según Ylioppilaslehti, los miembros finlandeses de ONA lucharon con el Batallón Azov¨.

## Legado e Influencia
La mayor influencia de la ONA recae, no en el grupo por sí solo, pero sí en todas sus escrituras. De acuerdo a Senholt, "la ONA ha producido más material de aspectos práctico y teóricos de la magia, así como de temas ideológicos del Satanismo y el Trayecto de la Mano Izquierda y un poco menos de grupos como la Iglesia de Satán o el Templo de Set, por lo que la ONA ha participado en varias discusiones acerca de que es realmente el Satanismo y el Trayecto de la Mano Izquierda, según sus practicantes."
Estos escritos fueron inicialmente distribuidos a otros grupos Satánicos y neonazis y después, con ayuda del internet, se propagaron aún más. Monette expresó que "habían logrado una presencia considerable en el ciberespacio oculto", por lo que se convirtieron en "uno de los más prominentes en cuanto a la presencia pública". Muchas de estas escrituras se volvieron a reproducir por otros grupos.
Kaplan consideró a la ONA como "una fuente importantes de la ideología satánica" para "la franja oculta del Nacional Socialismo", como la Orden Negra, un grupo Neonazi. El grupo obtuvo mucha atención tras el crecimiento del interés público por el impacto de Myatt de los grupos terroristas durante la Guerra del Terror en la década del 2000. El historiados del esoterismo, Dave Evans, afirmó que la ONA era "digan de toda una tesis doctoral", mientras que Senholt expresó que sería "potencialmente peligroso ignorar a estos fanáticos, sin embargo, sí se podía limitar su propagación."
En la serie Jack Nightingale de la novela de Stephen Leather, los antagonistas representan a una Orden de lo Nueve Ángulos. De manera similar, un grupo satánico ficticio, también nombrado la Orden de los Nueve Ángulos, apareció en la novela Child for the Devil de Conrad Jones en el 2013. En otra de sus novelas, Black Angel, Jones incluyó a una página adicional para advertir acerca de la Orden de lo Nueve Ángulos.